# Кенџи Хонами
Кенџи Хоннами (јап. 本並 健治; 23. јун 1964) бивши је јапански фудбалер.

## Каријера
Током каријере је играо за Гамба Осака и Токио Верди.

## Репрезентација
За репрезентацију Јапана дебитовао је 1994. године. За тај тим је одиграо 3 утакмице.

## Статистика
| Јапан  | Јапан   | Јапан  |
| Година | Наступи | Голови |
| ------ | ------- | ------ |
| 1994.  | 3       | 0      |
| Укупно | 3       | 0      |